# Rab3

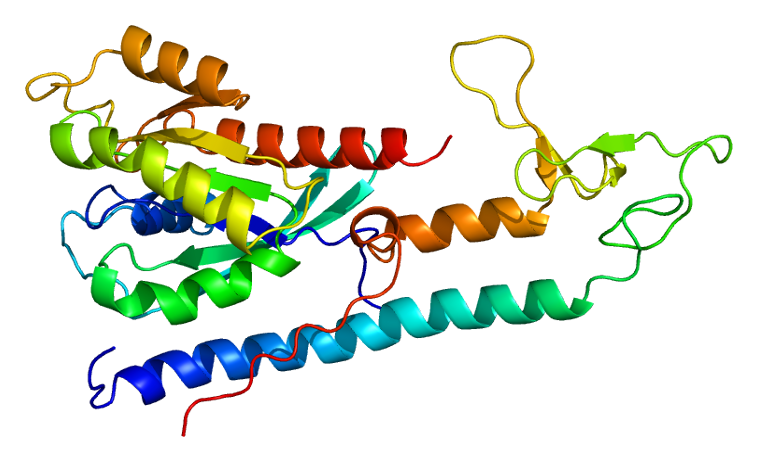
molekulová struktura

Rab3 proteiny jsou Rab proteiny kódované geny RAB3A, RAB3B, RAB3C a RAB4D. Rab3A se účastní závěrečných stadií exocytózy a umožňuje tedy sekreci důležitých molekul z buněk. Hraje zásadní roli při uvolňování synaptických váčků na synapsi; Rab3A proto tvoří až 25% obsahu veškerých Rab proteinů v mozku. Ostatní Rab3 proteiny jsou vzácnější - Rab3B a Rab3C se vyskytují na podskupině mozkových synapsí, Rab3D je specificky přítomen v adenohypofýze.